# Васильев, Василий Семёнович (Герой Советского Союза)
Василий Семёнович Васи́льев (1912—1944) — лейтенант Рабоче-крестьянской Красной Армии, участник Великой Отечественной войны, Герой Советского Союза (1945).

## Биография
Василий Васильев родился в 1912 году в селе Кояново (ныне — Калтасинский район Башкортостана) в семье крестьянина. Окончил пять классов школы. В сентябре 1941 года он был призван на службу в Рабоче-крестьянскую Красную Армию Кагановичским районным военным комиссариатом Пермской области. В 1942 году Васильев окончил курсы младших лейтенантов. С августа 1942 года — на фронтах Великой Отечественной войны. К августу 1944 года лейтенант Василий Васильев командовал 3-й батареей 1964-го истребительно-противотанкового полка 43-й отдельной истребительно-противотанковой артиллерийской бригады 33-й армии 3-го Белорусского фронта. Особо отличился во время освобождения Литовской ССР.
9 августа 1944 года батарея Васильева получила боевую задачу отразить атаку немецкой пехоты при поддержке 50 танков, прорвавшихся в город Вилкавишкис. Во время боя батареей было уничтожено 8 танков, 2 САУ «Фердинанд», 2 БТР. Когда орудия вышли из строя, Васильев организовал оборону огневых позиций при помощи гранат и стрелкового оружия. В боях Васильев лично уничтожил гранатой БТР, а также уничтожил несколько вражеских солдат и офицеров. В этом бою Васильев погиб. Похоронен в Вилкавишкисе.
Указом Президиума Верховного Совета СССР от 24 марта 1945 года за «образцовое выполнение боевых заданий командования и проявленные мужество и героизм в боях с немецкими захватчиками» лейтенант Василий Васильев был посмертно удостоен высокого звания Героя Советского Союза.

## Награды
- Орден Ленина
- Орден Отечественной войны 1-й степени (14.07.1944)[3]
- Орден Красной Звезды (03.02.1944)[4]
- Медаль «За отвагу» (02.03.1943)[5]
- Медали

## Память
В честь Васильева В. С. была названа улица в Вилкавишкисе и комсомольская организация одной из средних школ, улица в Перми.